# Prima della fine del mondo
Prima della fine del mondo è il sesto EP del rapper italiano Jesto. Anticipato dal mixtape DuemilaNonSoCosa, il progetto è stato distribuito in scaricamento libero il 12 dicembre 2012. Dal lavoro sono stati estratti quattro video ufficiali: quello di Ma il cell. era spento, quello di Piercing all'anima e del suo remix dubstep realizzato dal produttore "Nah" e quello di Giusto qualche ora.

## Tracce
1. Piercing all'anima – 3:40
2. Radioattività – 3:44
3. Volo via – 3:21
4. Stare sveglio – 3:48
5. Giusto qualche ora – 3:24
6. Il sole non c'è – 3:34
7. Ma il cell. era spento – 3:48
8. Piercing all'anima (Remix Dubstep) – 4:01

### Versione Extended
1. Piercing all'anima – 3:40
2. Radioattività – 3:44
3. Stare sveglio – 3:48
4. Piacere – 2:41
5. Ma il cell. era spento – 3:48
6. Heisenberg – 2:28
7. Il mondo sta fuori – 2:38
8. Non sei tanto normale – 2:46
9. Nella mia testa – 3:51
10. Volo via – 3:21